# Paul Gervais (Zoologe)

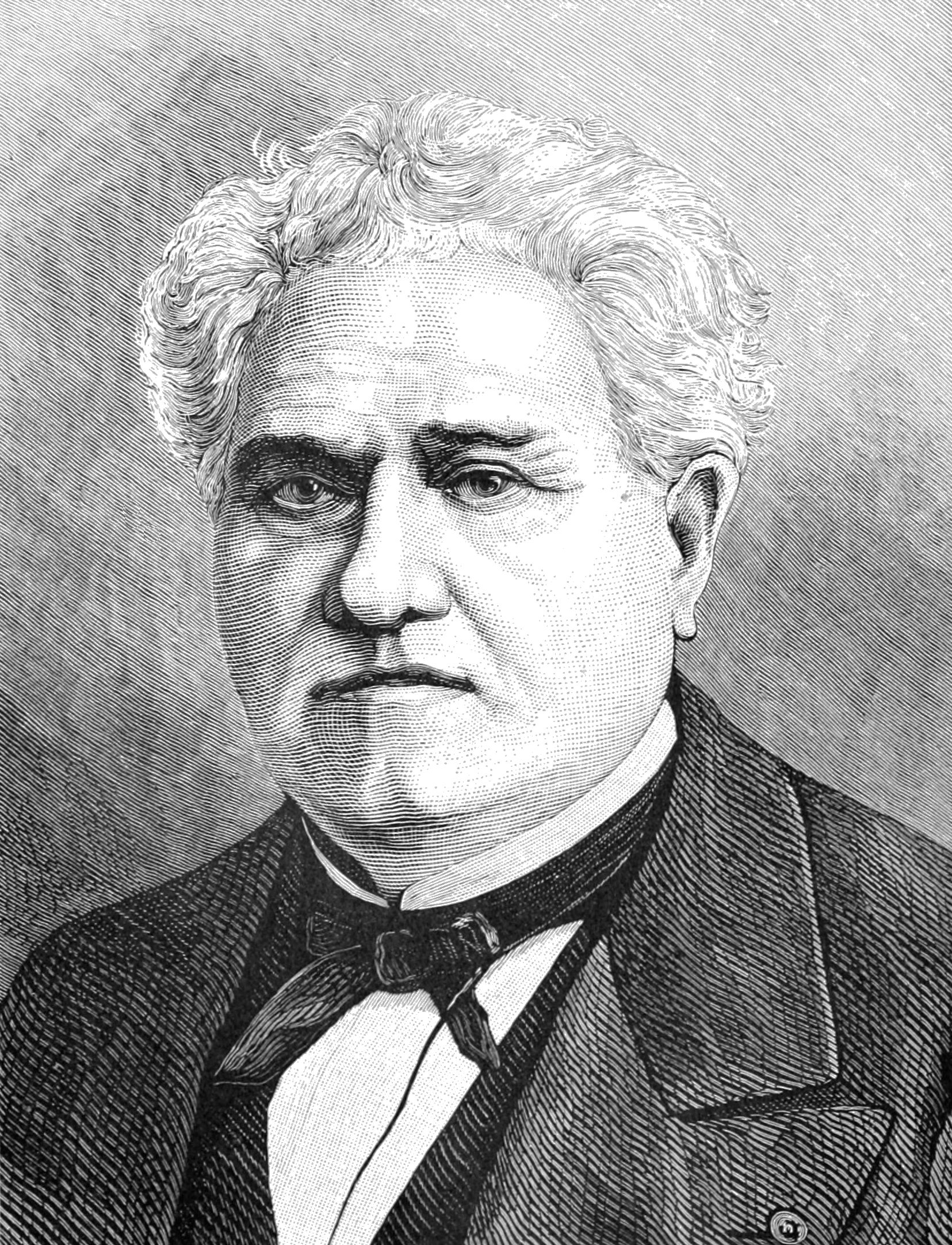
Paul Gervais

François Louis Paul Gervais (* 26. September 1816 im 12. Arrondissement in Paris; † 10. Februar 1879 im 5. Arrondissement ebenda) war ein französischer Zoologe und Paläontologe.

## Leben

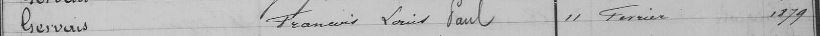
Eintrag des Todes von François Louis Paul Gervais im 5. Arrondissement in Paris

Paul Gervais begann 1835 mit seinen naturhistorischen Untersuchungen als Assistent für Vergleichende Anatomie in den Laboren des Muséum national d’histoire naturelle bei Henri Marie Ducrotay de Blainville (1777–1850). Seine erste Publikation aus dem Jahre 1834 war die Erstbeschreibung des Fahlkehl-Glanzköpfchens (Chalcomitra adelberti). In seinen Publikationen hat Gervais viele neue Säugetiere, Vögel, Reptilien und Fische bestimmt und beschrieben, die von unterschiedlichsten Expeditionen nach Frankreich gebracht worden waren. Mit Joseph Fortuné Théodore Eydoux (1802–1841) bearbeitete er auch die Ausbeute der Säugetiere, Vögel, Fische und Reptilien aus einer Expedition zwischen 1830 und 1833 der Corvette La Favorite unter dem Kommandanten Cyrille Pierre Théodore Laplace (1793–1875) nach Indien und China. Als Eydoux und Louis François Auguste Souleyet (1811–1852) die Beschreibung der zoologischen Ausbeute der Corvette La Bonite unter der Kommandos von Auguste Nicolas Vaillant (1793–1858) zwischen 1836 und 1837 begannen, war es Gervais, der zusammen mit Eydoux das Kapitel Säugetiere bearbeitete.
Im Jahre 1841 erhielt er den Lehrstuhl für Zoologie und Vergleichende Anatomie an der Faculté des sciences in Montpellier, deren Studiendekan er ab 1856 war. In Paris erhielt er im Jahre 1844 seine Doktorgrade für Naturwissenschaft, 1856 in Montpellier den Doktorgrad in Medizin. In seiner These Remarques sur les oiseaux fossiles hat er u. a. das Vorkommen von Vögel aus den Gattungen und Familien der Fischadler, Flamingos, Säger und Brachvögel in der Tertiärzeit nachgewiesen.  Seine Arbeit in Medizin trug den Titel Théorie du squelettes humain fondée sur la comparaison de l'homme et des animaux vertébré. Wie vielseitig seine Forschungen ausgerichtet waren, zeigte sich 1848 ebenfalls in seinen Ausführungen zu den geographischen Verbreitungsgebieten von Reptilien. So publizierte Gervais auch über Fische, Amphibien, Salamander und Molche. 1856 erschienen von ihm eine bedeutende Reihe von Artikeln über süd- und mittelamerikanische Fledertiere, die den Titel Monographie des Chiroptères trugen.
Im Département Hérault war er 20 Jahre für Studien zur Fischzucht zuständig, die er nach Vorgaben von Jean Victor Coste  (1807–1873) ausführte. So versuchte er mit den Eiern aus Huningue, den Lachs in den Flüssen des Südens Frankreichs, in denen er bis dahin nicht vorkam, zu etablieren. Seine Publikationen über die Verteilung von fossilen Säugetieren in den Böden Frankreichs  aus der Tertiärzeit fand in der Wissenschaft große Beachtung. Sein bedeutendes zweibändiges Werk Zoologie et Paleontologie Francaises erschien zwischen 1848 und 1852 in 20 Lieferungen zu 5 Frances und behandelte fossile und rezente Wirbeltiere Frankreichs mit 80 Abbildungen. Die verbesserte Neuauflage aus dem Jahr 1859 enthielt einen Textband und einen Atlas mit 84 Tafeln. Die Tafeln wurden von Jacques Christophe Werner (1798–1856), Paul Louis Oudart (1796–1860), Antoine Jean Baptiste Vaillant (1817–1852) und Charles Hippolyte Delahaye (1806–1882) unter der Leitung von Gervais illustriert. Mit Zoologie et Paleontologie Francaises setzte er die Forschungen seines Mentors Blainville und Georges Cuvier (1769–1832) fort.
1865 übernahm er den durch Louis Pierre Gratiolets (1805–1865) Tod frei gewordenen Lehrstuhl für Zoologie an der Académie des sciences in Paris. Mit Charles Athanase Walckenaer (1871–1852) arbeitete er zwischen 1844 und 1847 an zwei Bänden von Histoire naturelle des insectes zusammen. Sowohl in Zoologie médicale als in Ostéographie des cétacés vivants et fossiles kooperierte er mit Pierre-Joseph van Beneden (1871–1852). Nach drei Jahren gab er diesen ab, um 1868 am Muséum national d’histoire naturelle Professor für Vergleichende Anatomie zu werden. Durch seine Bemühungen wurden die anatomischen Sammlungen beträchtlich erweitert. Zwischen 1872 und 1877 war er Herausgeber der Fachzeitschrift Journal de zoologie comprenant les différentes branches de cette science: Histoire des Animaux vivants et fossiles, moeurs, distribution géographique et paléontolique, Anatomie et Physiologie comparées, Embryogénie, Histologie, Tératologie, Zootechnie, etc.
Sein Sohn Henri Frédéric Paul Gervais (1845–1915) war ebenfalls Zoologe und Paläontologe. Er publizierte u. a. mit Raoul Boulart (1849–1901) das dreibändige Werk Les poissons: synonymie-description-mœurs-frai-pêche-iconographie, des espèces composant plus particulièrement la faune française mit einem Vorwort seines Vaters und mit Florentino Ameghino (1854–1911) Les mammifères fossiles de l’Ámérique du Sud.

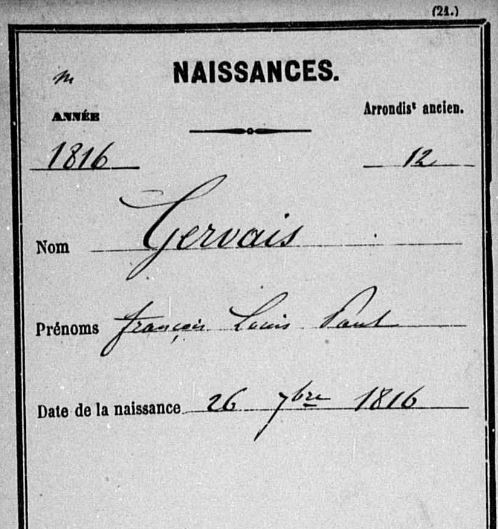
Eintrag der Geburt von François Louis Paul Gervais im 12. Arrondissement in Paris
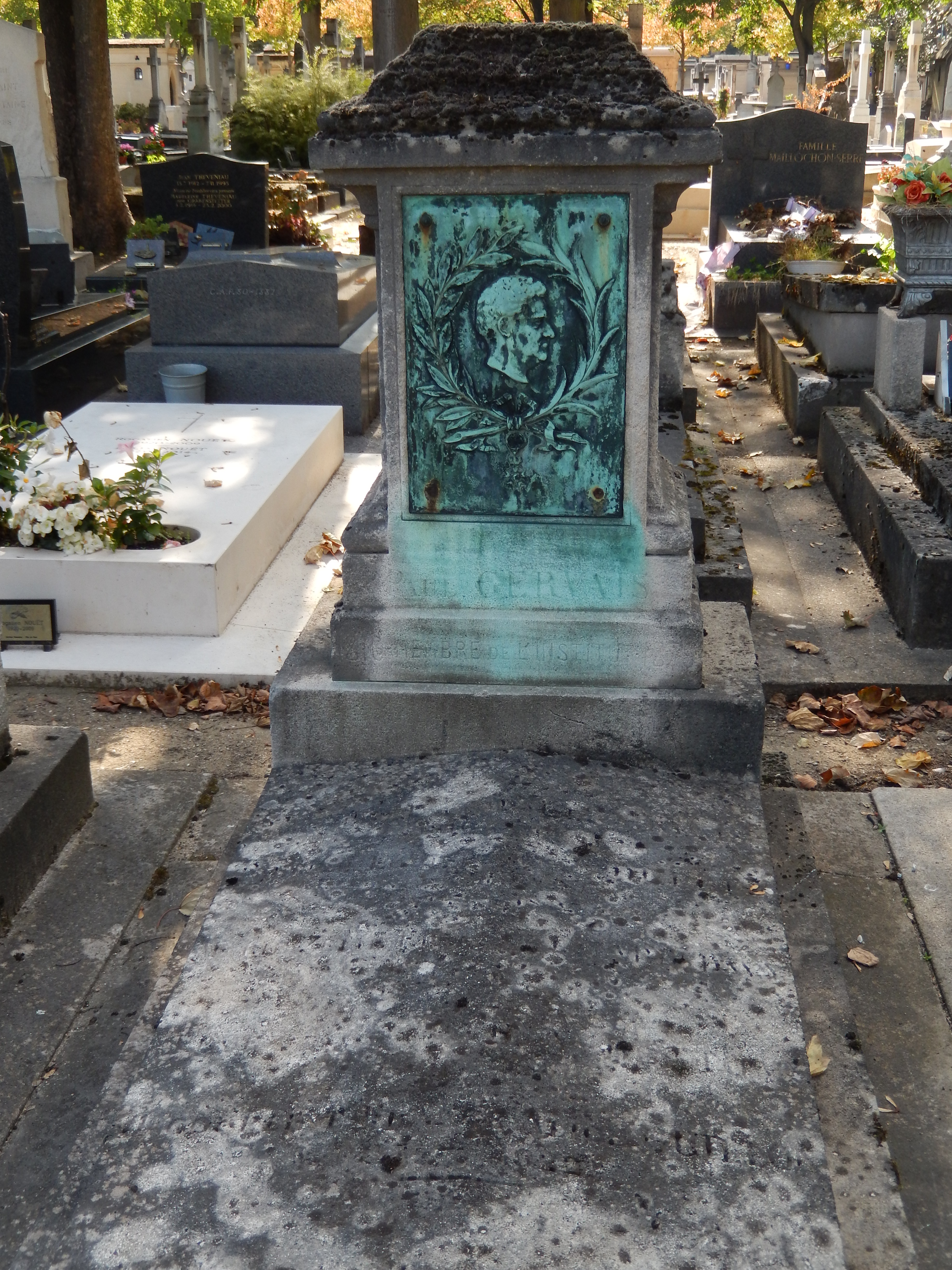
Grab von Gervais in Paris auf dem Friedhof Montparnasse
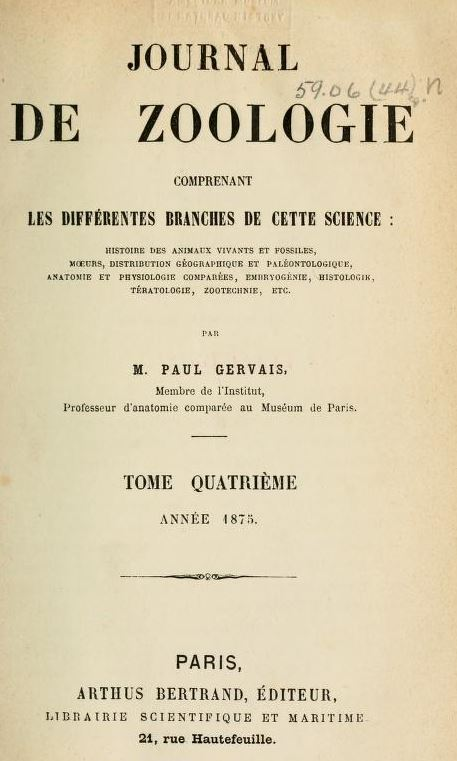
Titelseite von Journal de zoologie
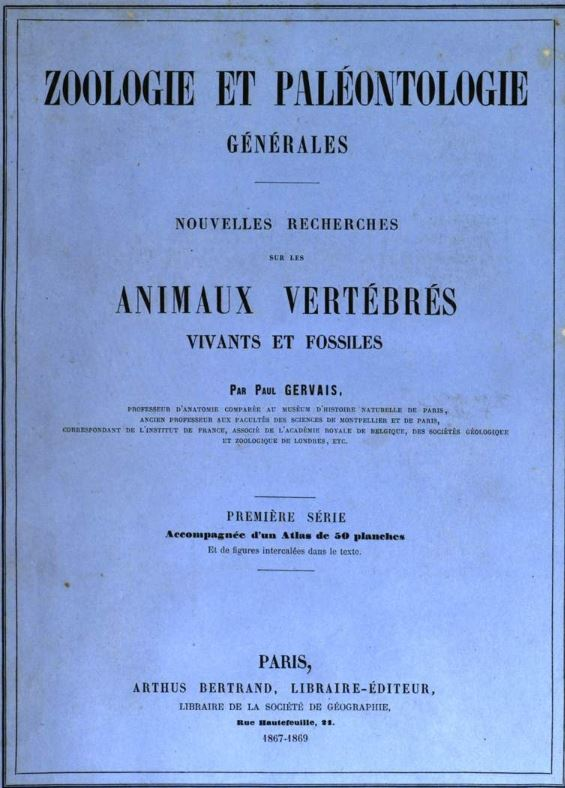
Titelseite von Zoologie et Paléontologie générales: Nouvelles Recherches sur les animaux vertébrés vivants et fossiles

## Mitgliedschaften
Gervais war 1869 und 1878 Präsident der Société entomologique de France. Er war ab 1861 korrespondierendes, ab 1874 ordentliches Mitglied der Académie des sciences in Paris, assoziiertes Mitglieder der Académie royale des Sciences, des Lettres et des Beaux-Arts de Belgique, der Geological Society of London und der Zoological Society of London.

## Erstbeschreibungen (Auswahl)
- Brachistosternus ehrenbergii (Gervais 1841), ein bothriurider Skorpion, ursprünglich beschrieben unter dem Namen Scorpio ehrenbergii[5]
- Mesosaurus tenuidens Gervais 1865, ein fossiles Reptil[6]
- Oreopithecus bambolii Gervais 1872, ein fossiler Primat aus Italien.[7]

## Dedikationsnamen
Charles Lucien Jules Laurent Bonaparte führte 1854 die Gattung Gerversia für den Madagaskardajal (Copsychus albospecularis) (Eydoux & Gervais, 1836) ein. Da Johann Georg Wagler bereits 1827 die Gattung Copsychus eingeführt hatte, gilt dieser Name heute nur als Synonym. André Marie Constant Duméril (1774–1860), Gabriel Bibron (1805–1848) und Auguste Henri André Duméril (1812–1870) benannten ihm zu Ehren 1854 eine Natter Calamaria gervaisii, da Calamaria virgulata, ein Name den Gervais 1837 & 1839 verwendete, bereits durch Friedrich Boie (1789–1870) belegt war. Reginald Innes Pocock (1863–1947) beschrieb 1894 eine zu den Geißelspinnen gehörende Art namens Phrynus gervaisii. und 1895 eine zu den Walzenspinnen gehörende Art namens Ammotrechula gervaisii 1998 nannten Mark Stephen Harvey und Paul L.J. West eine Geißelspinnenart Charon gervaisi, da Gervais 1842 mit Charon grayi die erste Art der Gattung Charon Karsch, 1879 beschrieben hatte. Eugène Eudes-Deslongchamps (1830–1889) verwendete 1866 Dioplodon gervaisis, ein Synonym für den Gervais-Zweizahnwal (Mesoplodon europaeus (Gervais, 1855)), so dass sich sein Name im Artepitheton, als auch im Trivialnamen findet. In der Paläontologie benannten Henri Coquand (1813–1881) im Jahr 1862 eine Mondschneckenart Natica gervaisi und Jacques Marie Alexandre Vézian (1821–1903) in seiner Doktorarbeit eine Flügelschneckenart Pereiraea gervaisi zu seinen Ehren.

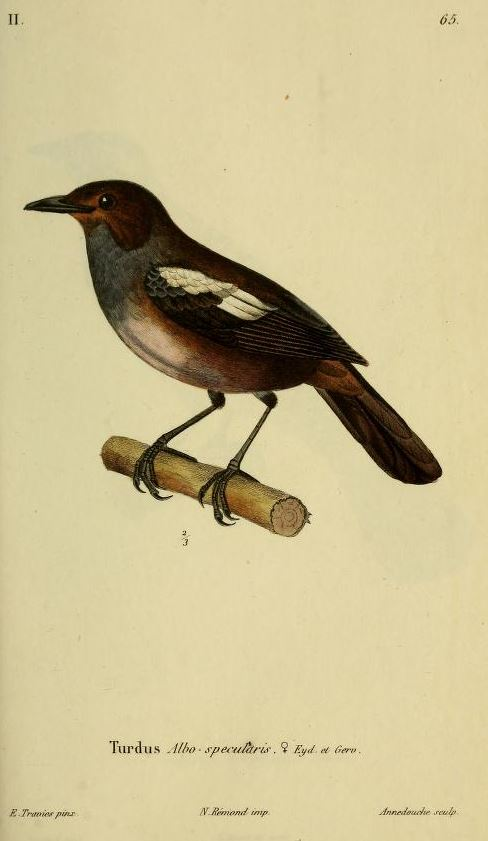
Tafel Madagaskardajal ♀ zur Erstbeschreibung
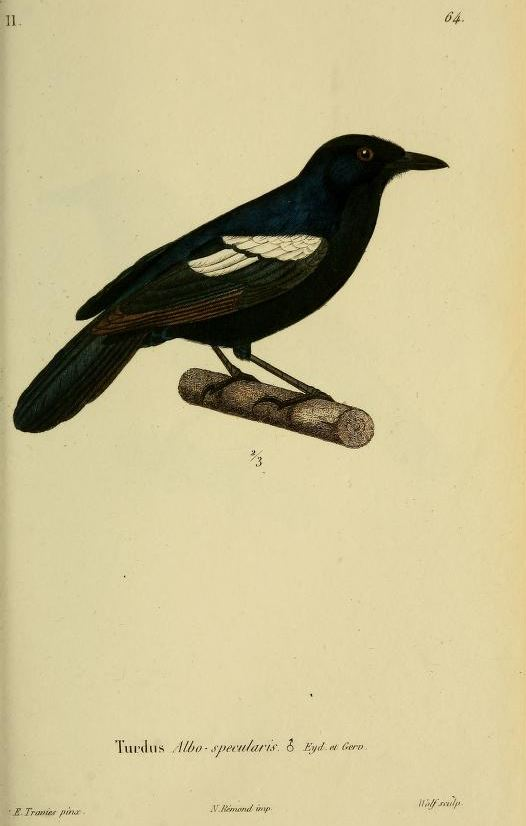
Tafel Madagaskardajal ♂ zur Erstbeschreibung
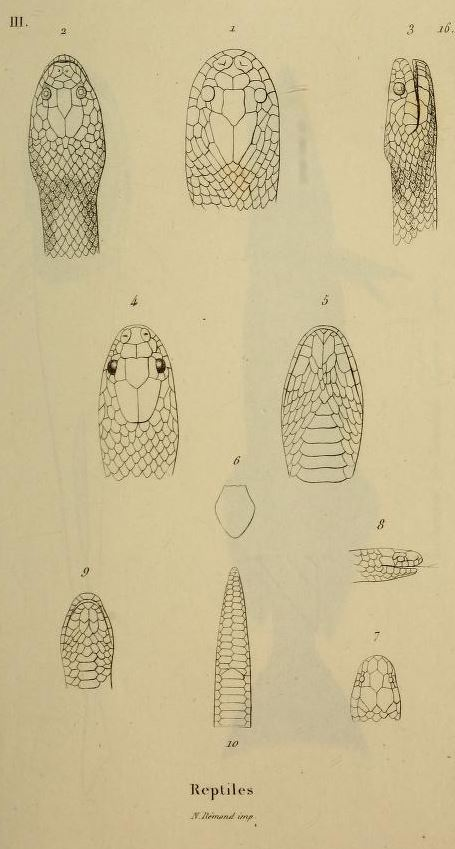
Calamaria gervaisii (Figuren 7 bis 10)
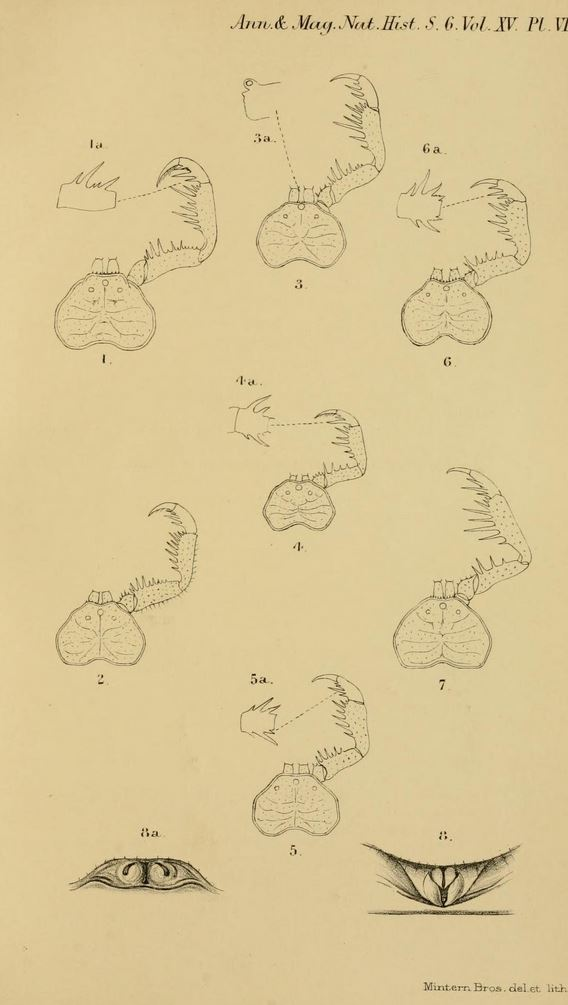
Phrynus gervaisii (Figuren  5 & 5a) als Teil der Erstbeschreibung
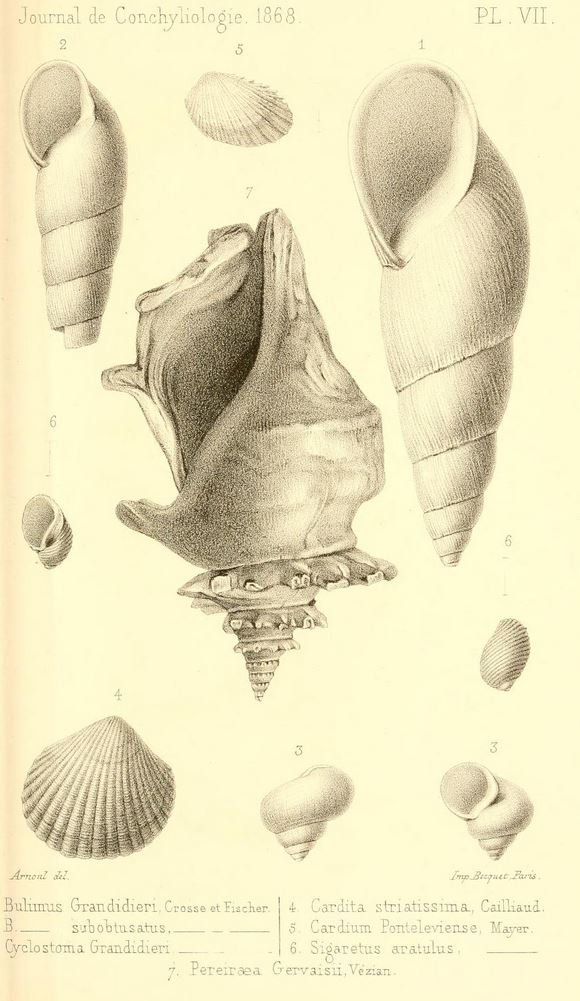
Pereiraea gervaisi (Figur 7)

## Schriften (Auswahl)
- Soui-Manga Cinnyris. Cuvier. S. d’Adelbert. C. Adelberti. Gervais. In: Magasin de zoologie, Journal destiné a établir une coorespondance entre les zoologistes de tous les pays, et a leur faciliter les moyens de publier les espèces nouvelles ou peu connus qu’ils possèdent. Band 3, Classe II, 1834, S. No 19 (biodiversitylibrary.org [abgerufen am 10. Juni 2016]).
- Moineau. Fringilla. Linné. M. de Gay. F. Gayi, Eydoux et Gervais. In: Magasin de zoologie, Journal destiné a établir une coorespondance entre les zoologistes de tous les pays, et a leur faciliter les moyens de publier les espèces nouvelles ou peu connus qu’ils possèdent. Band 4, Classe II, 1834, S. No 23 (biodiversitylibrary.org).
- Oiseaux-mouche, Ornismya. In: Magasin de zoologie, Journal destiné a établir une coorespondance entre les zoologistes de tous les pays, et a leur faciliter les moyens de publier les espèces nouvelles ou peu connus qu’ils possèdent. Band 5, Classe II, 1835, S. 4 Seiten Text zu Tafel 41,42 (biodiversitylibrary.org [abgerufen am 9. Juni 2016]).
- mit Joseph Fortuné Théodore Eydoux: Merle a miroir blanc Turdus Albo-specularis, Nob. In: Magasin de zoologie, Journal destiné a établir une coorespondance entre les zoologistes de tous les pays, et a leur faciliter les moyens de publier les espèces nouvelles ou peu connus qu’ils possèdent. Band 6, Classe II, 1836, S. 9–10, Tafeln 64, 65 (biodiversitylibrary.org [abgerufen am 9. Juni 2016]).
- mit Joseph Fortuné Théodore Eydoux: Voyage autour du Monde de la corvette La Favorite. In: Magasin de zoologie, Journal destiné a établir une coorespondance entre les zoologistes de tous les pays, et a leur faciliter les moyens de publier les espèces nouvelles ou peu connus qu’ils possèdent. Band 6, Classe I, 1836, S. 3–25 (Pt 19–21) (biodiversitylibrary.org [abgerufen am 10. Juni 2016]).
- mit Joseph Fortuné Théodore Eydoux: Voyage autour du Monde de la corvette La Favorite. In: Magasin de zoologie, Journal destiné a établir une coorespondance entre les zoologistes de tous les pays, et a leur faciliter les moyens de publier les espèces nouvelles ou peu connus qu’ils possèdent. Band 6, Classe II, 1836, S. 3–37 (Pt 62–76) (biodiversitylibrary.org [abgerufen am 10. Juni 2016]).
- mit Joseph Fortuné Théodore Eydoux: Voyage autour du Monde de la corvette La Favorite. In: Magasin de zoologie, Journal destiné a établir une coorespondance entre les zoologistes de tous les pays, et a leur faciliter les moyens de publier les espèces nouvelles ou peu connus qu’ils possèdent. Band 7, Classe III, 1837, S. 1–10 (Pt 12–15) (biodiversitylibrary.org [abgerufen am 10. Juni 2016]).
- mit Joseph Fortuné Théodore Eydoux: Voyage autour du Monde de la corvette La Favorite. In: Magasin de zoologie, Journal destiné a établir une coorespondance entre les zoologistes de tous les pays, et a leur faciliter les moyens de publier les espèces nouvelles ou peu connus qu’ils possèdent. Band 7, Classe IV, 1837, S. 1–4 (Pt 16–17) (biodiversitylibrary.org [abgerufen am 10. Juni 2016]).
- Bearbeitung Kapitel Säugetiere mit Joseph Fortuné Théodore Eydoux in  Joseph Fortuné Théodore Eydoux und Louis François Auguste Souleyet: Voyage autour du monde: exécuté pendant les années 1836 et 1837 sur la corvette la Bonite, commandée par M. Vaillant, captaine de vaisseau (= Zoologie. Band 1, Nr. 1). Arthus-Bertrand, Paris 1841, S. 1–68 (biodiversitylibrary.org [abgerufen am 13. Juli 2013]).
- Bearbeitung Kapitel Spinnentiere in Joseph Fortuné Théodore Eydoux und Louis François Auguste Souleyet: Voyage autour du monde: exécuté pendant les années 1836 et 1837 sur la corvette la Bonite, commandée par M. Vaillant, captaine de vaisseau (= Zoologie. Band 1, Nr. 1). Arthus-Bertrand, Paris 1841, S. 281–285 (biodiversitylibrary.org).
- Description et figures de quatre espèces nouvelles de Phalangiens. In: Magasin de zoologie, d’anatomie comparée et de palaeontologie (= 2). Band 4, 1842, S. 1–5 (Teil 2 bis 5) (biodiversitylibrary.org).
- Remarques sur les oiseaux fossiles: thèse de géologie soutenue devant la Faculté des sciences de Paris, le 5 août, 1844: pour être admis au grade de docteur ès-sciences naturelles. Imprimerie de Poussielgue, Paris 1844 (biodiversitylibrary.org).
- mit Justin Marie Goudot: Des Myriapodes de la Colombie. In: Annales de la Société entomologique de France (= 2). Band 2, 1844, S. XXVII-IXXX (biodiversitylibrary.org).
- mit Charles Athanase Walckenaer: Histoire naturelle des insectes. Aptères. Band 13, Nr. 3. Librairie encyclopédique de Roret, Paris 1844 (biodiversitylibrary.org).
- mit Charles Athanase Walckenaer: Histoire naturelle des insectes. Aptères. Band 13, Nr. 4. Librairie encyclopédique de Roret, Paris 1847 (biodiversitylibrary.org).
- Considérations générales sur la distribution géographique et la classification des reptiles vivants et fossiles. L. Martinet, Paris 1848 (babel.hathitrust.org).
- Zoologie et paléontologie françaises (animaux vertébrés): ou nouvelles recherches sur les animaux vivants et fossiles de la France ou Nouvelles recherches sur les animaux vivants et fossiles de la France. Band 1. Arthus-Bertrand, Paris (biodiversitylibrary.org – 1848–1852).
- Zoologie et paléontologie françaises (animaux vertébrés): ou nouvelles recherches sur les animaux vivants et fossiles de la France ou Nouvelles recherches sur les animaux vivants et fossiles de la France. Band 2. Arthus-Bertrand, Paris (biodiversitylibrary.org – 1848–1852).
- Histoire naturelle des mammifères, avec l’indication de leurs moeurs, et de leurs rapports avec les arts, le commerce et l’agriculture. Band 1. L. Curmer, Paris 1854 (biodiversitylibrary.org).
- Sur la repartition des mammiferes fossiles entre les differents etages tertiaires qui concourent a former le sol de la France. In: Comptes rendus hebdomadaires des séances de l'Académie des sciences. Band 28, 1849, S. 643–647 (gallica.bnf.fr).
- Histoire naturelle des mammifères, avec l’indication de leurs moeurs, et de leurs rapports avec les arts, le commerce et l’agriculture. Band 2. L. Curmer, Paris 1855 (biodiversitylibrary.org).
- Théorie du squelettes humain fondée sur la comparaison de l'homme et des animaux vertébré. Boehm, Montpellier 1856 (gallica.bnf.fr).
- Documents pour servir à la monographie des Chiroptères sud-américains. In: Comptes rendus hebdomadaires des séances de l'Académie des sciences. Band 42, 1856, S. 547–550 (gallica.bnf.fr).
- Documents pour servir à la monographie des Chiroptères sud-américains. In: Comptes rendus hebdomadaires des séances de l'Académie des sciences. Band 42, 1856, S. 590–593 (gallica.bnf.fr).
- Chiroptères de l'Amérique médridionale. In: L'Institut, Journal Universel de science et des société savantes en France et a l’étranger. Band 24, Nr. 1163, 1856, S. 145–146 (archive.org).
- Documents zoologiques pour servir à la monographie des chéiroptères sud-américains. In: Mémoires de la Section des sciences / Académie des sciences et lettres de Montpellier. Band 3, 1856, S. 143–162 (gallica.bnf.fr).
- Documents zoologiques pour servir à la monographie des chéiroptères sud-américains. In: Annales des sciences naturelles (= 4). Band 5, 1856, S. 204–223 (biodiversitylibrary.org).
- mit Pierre-Joseph van Beneden: Zoologie médicale: Exposé méthodique du règne Animal basé sur l’anatomie, l’embryogénie, et la paléontologie comprenant la déscription des espèces employées en medecine de celles qui sont venimeuses et de celles qui sont parasites de l’homme et des animaux. Band 1. J.-B. Baillière et fils, Paris 1859 (archive.org).
- mit Pierre-Joseph van Beneden: Zoologie médicale: Exposé méthodique du règne Animal basé sur l’anatomie, l’embryogénie, et la paléontologie comprenant la déscription des espèces employées en medecine de celles qui sont venimeuses et de celles qui sont parasites de l’homme et des animaux. Band 2. J.-B. Baillière et fils, Paris 1859 (archive.org).
- Zoologie et paléontologie françaises (animaux vertébrés): ou nouvelles recherches sur les animaux vivants et fossiles de la France ou Nouvelles recherches sur les animaux vivants et fossiles de la France. 2. Auflage. Band 1. Arthus-Bertrand, Paris 1859 (numerique.bibliotheque.toulouse.fr [PDF]).
- Zoologie et paléontologie françaises (animaux vertébrés): ou nouvelles recherches sur les animaux vivants et fossiles de la France ou Nouvelles recherches sur les animaux vivants et fossiles de la France. 2. Auflage. Atlas. Arthus-Bertrand, Paris 1859 (numerique.bibliotheque.toulouse.fr [PDF]).
- Recherches sur l’ancienneté de l'homme et la période quaternaire. Arthus-Bertrand, Paris 1867 (archive.org).
- Zoologie, comprenant l'anatomie, la physiologie, la classification et l'histoire naturelle des animaux: éléments des sciences naturelles. L. Hachette et Cie, Paris (gallica.bnf.fr – 1866).
- Zoologie et Paléontologie générales: Nouvelles Recherches sur les animaux vertébrés vivants et fossiles. Band 1. Arthus-Bertrand, Paris 1869 (reader.digitale-sammlungen.de – 1867–1869).
- Dentition et squelette de l'Euplère de Goudot. In: Journal de zoologie. Band 3, 1874, S. 237–251 (biodiversitylibrary.org).
- mit Pierre-Joseph van Beneden: Ostéographie des cétacés vivants et fossiles, comprenant la description et l’iconographie du squelette et du système dentaire de ces animaux, ainsi que des documents relatifs à leur histoire naturelle. Atlas. Arthus-Bertrand, Paris 1880 (biodiversitylibrary.org – 1868–1879).
- mit Pierre-Joseph van Beneden: Ostéographie des cétacés vivants et fossiles, comprenant la description et l’iconographie du squelette et du système dentaire de ces animaux, ainsi que des documents relatifs à leur histoire naturelle. Text. Arthus-Bertrand, Paris 1880 (biodiversitylibrary.org).